# Magali Le Floc'h
Magali Le Floc'h (nascida em 17 de agosto de 1975) é uma ex-ciclista francesa que, em 2002 e 2005, conquistou o título nacional de estrada. Representou França nos Jogos Olímpicos de Verão de 2000 em Sydney, onde terminou em sexto lugar na prova de estrada feminina.